# Chemistry
A Chemistry az angol Girls Aloud lánybanda harmadik stúdióalbuma. Az albumról négy Top 10-es kislemez készült és a csapat negyedik legsikeresebb stúdióalbuma.

## Dallista
1. "Intro" (Xenomania) – 0:42
2. "Models" (Miranda Cooper, Brian Higgins, Tim Powell, Nick Coler, Lisa Cowling, Myra Boyle) – 3:28
3. "Biology" (Miranda Cooper, Brian Higgins, Tim Powell, Lisa Cowling, Giselle Sommerville) – 3:35
4. "Wild Horses" (Miranda Cooper, Brian Higgins, Nick Coler, Lisa Cowling, Myra Boyle, Shawn Lee) – 3:23
5. "See The Day" (Dee C. Lee) – 4:04
6. "Watch Me Go" (Miranda Cooper, Brian Higgins, Tim Powell, Lisa Cowling, Shawn Lee, JC Chasez) – 4:05
7. "Waiting" (Miranda Cooper, Brian Higgins, Lisa Cowling, Shawn Lee, Paul Woods, Tim "Rolf" Larcombe) – 4:13
8. "Whole Lotta History" (Miranda Cooper, Brian Higgins, Lisa Cowling, Giselle Sommerville, Tim "Rolf" Larcombe, Xenomania) – 3:47
9. "Long Hot Summer" (Miranda Cooper, Brian Higgins, Giselle Sommerville, Myra Boyle, Shawn Lee, Tim "Rolf" Larcombe) – 3:52
10. "Swinging London Town" (Miranda Cooper, Brian Higgins, Tim Powell, Matt Gray) – 4:02
11. "It's Magic" (Girls Aloud, Miranda Cooper, Brian Higgins, Tim Powell) – 3:52
12. "No Regrets" [UK bonus track] (Miranda Cooper, Brian Higgins, Matt Gray) – 3:21
13. "Racy Lacey" [UK bonus track] (Miranda Cooper, Brian Higgins, Matt Gray) – 3:06